# 阿尔泰雪鸡
阿尔泰雪鸡（学名：Tetraogallus altaicus）是雉科雪鸡属的一种，主要分布于亚洲阿尔泰山脉地区的针叶林中。种加名 altaicus 意为“阿尔泰的”。

## 分类
阿尔泰雪鸡最早由奥地利博物学家弗里德里希·格布勒于1836年描述，格布勒在俄罗斯帝国的阿尔泰地区生活工作40余年，命名描述了多个物种。阿尔泰雪鸡有两个亚种：Tetraogallus altaicus altaicus和Tetraogallus altaicus orientalis。

## 形态特征
雄性成鸟头、颈为褐灰色，胸部有白色和黑色构成的圆斑。身体背部呈暗灰色，腹部白色。双翅上的羽毛边缘大部分部分为白色。体侧，腹部最中部和足羽黑褐色。